# Krempa (gromada)
Krempa – dawna gromada, czyli najmniejsza jednostka podziału terytorialnego Polskiej Rzeczypospolitej Ludowej w latach 1954–1972.
Gromady, z gromadzkimi radami narodowymi (GRN) jako organami władzy najniższego stopnia na wsi, funkcjonowały od reformy reorganizującej administrację wiejską przeprowadzonej jesienią 1954 do momentu ich zniesienia z dniem 1 stycznia 1973, tym samym wypierając organizację gminną w latach 1954–1972.
Gromadę Krempa z siedzibą GRN w Krempie (w obecnym brzmieniu Nowa Krępa) utworzono – jako jedną z 8759 gromad na obszarze Polski – w powiecie garwolińskim w woj. warszawskim, na mocy uchwały nr VI/10/2/54 WRN w Warszawie z dnia 5 października 1954. W skład jednostki weszły obszary dotychczasowych gromad Leonów, Budy Krempskie, Celinów i Pogorzelec ze zniesionej gminy Podłęż, wsie Helenów Stary i Helenów Nowy z dotychczasowej gromady Helenów() oraz kolonia Teofilów z dotychczasowej gromady Teofilów ze zniesionej gminy Sobolew, a także wieś Polik z dotychczasowej gromady Polik ze zniesionej gminy Maciejowice, w tymże powiecie. Dla gromady ustalono 12 członków gromadzkiej rady narodowej.
29 lutego 1956 z gromady Krempa wyłączono wieś Polik włączając ją do gromady Maciejowice w tymże powiecie, a także część obszaru wsi Teofilów o powierzchni 14,56 ha włączając ją do gromady Sobolew w tymże powiecie.
31 grudnia 1959 z gromady Krempa wyłączono (a) wsie Budy Krempskie, Celinów, Helenów Nowy, Helenów Stary i Ksawerynów, włączając je do gromady Łaskarzew-Osada, (b) wsie Leonów i Szkółki Krempskie, włączając je do gromady Podłęż oraz (c) wieś Pogorzelec, włączając ją do gromady Maciejowice w tymże powiecie, po czym gromadę Krempa zniesiono a jej (pozostały) obszar włączono do gromady Sobolew tamże.